# 大友塩市丸
大友 塩市丸（おおとも しおいちまる）は、戦国時代の人物。豊後国大友氏の一族。

## 生涯
大友氏20代当主・大友義鑑の三男として生まれる。生母は義鑑の側室といわれ、兄である義鎮（宗麟）や大内義長とは別腹である。また、同腹に女子がいる。
父義鑑は嫡男の義鎮と疎遠になる一方で塩市丸を溺愛し、入田親誠と計り義鎮を廃嫡して塩市丸を世子に立てようとした。しかし大友家臣団の中には義鎮を支持する一派も多く、義鑑はそれらを粛清して強引に塩市丸を立てようとした。このため、身の危険を感じた義鎮派の中心人物である津久見美作守、田口鑑親らにより、天文19年（1550年）2月10日の夜、豊後府内館の2階で寝ていた塩市丸らは襲撃を受け、塩市丸とその生母、妹はその場で斬り殺され、義鑑も2日後にこのときの傷が原因で死去した（二階崩れの変）。
これにより、塩市丸の異母兄である義鎮が21代当主になった。